# Alice's Monkey Business
Alice's Monkey Business é um curta-metragem de animação estadunidense de 1926, lançado como parte da série Alice Comedies.